# Yechezkel Rachamim
 (novembre 2023).
La mise en forme du texte ne suit pas les recommandations de Wikipédia : il faut le « wikifier ».
Les points d'amélioration suivants sont les cas les plus fréquents. Le détail des points à revoir est peut-être précisé sur la page de discussion.
- Les titres sont pré-formatés par le logiciel. Ils ne sont ni en capitales, ni en gras.
- Le texte ne doit pas être écrit en capitales (les noms de famille non plus), ni en gras, ni en italique, ni en « petit »…
- Le gras n'est utilisé que pour surligner le titre de l'article dans l'introduction, une seule fois.
- L'italique est rarement utilisé : mots en langue étrangère, titres d'œuvres, noms de bateaux, etc.
- Les citations ne sont pas en italique mais en corps de texte normal. Elles sont entourées par des guillemets français : « et ».
- Les listes à puces sont à éviter, des paragraphes rédigés étant largement préférés. Les tableaux sont à réserver à la présentation de données structurées (résultats, etc.).
- Les appels de note de bas de page (petits chiffres en exposant, introduits par l'outil «  Source ») sont à placer entre la fin de phrase et le point final[comme ça].
- Les liens internes (vers d'autres articles de Wikipédia) sont à choisir avec parcimonie. Créez des liens vers des articles approfondissant le sujet. Les termes génériques sans rapport avec le sujet sont à éviter, ainsi que les répétitions de liens vers un même terme.
- Les liens externes sont à placer uniquement dans une section « Liens externes », à la fin de l'article. Ces liens sont à choisir avec parcimonie suivant les règles définies. Si un lien sert de source à l'article, son insertion dans le texte est à faire par les notes de bas de page.
- La présentation des références doit suivre les conventions bibliographiques. Il est recommandé d'utiliser les modèles {{Ouvrage}}, {{Chapitre}}, {{Article}}, {{Lien web}} et/ou {{Bibliographie}}. Le mode d'édition visuel peut mettre en forme automatiquement les références.
- Insérer une infobox (cadre d'informations à droite) n'est pas obligatoire pour parachever la mise en page.

Pour une aide détaillée, merci de consulter Aide:Wikification.
Si vous pensez que ces points ont été résolus, vous pouvez retirer ce bandeau et améliorer la mise en forme d'un autre article.
Yechezkel Rachamim (en hébreu :  יחזקאל רחמים), né le 30 octobre 1971, est un poète, écrivain et éditeur israélien. Récipiendaire du Prix du Premier ministre pour les écrivains hébreux de l'année 2012, du Prix 2016 du ministre de la Culture pour les poètes, et du Prix Akum 2023.

## Biographie
Yechezkel Rachamim naît en 1971 à Jaffa. Il grandit comme fils aîné d'une famille nombreuse, qui a connu des coupures d'électricité et d'eau,. Dès ses premières années de scolarité, il est ballotté entre internats (Alumim, Hadissim, Boyar) et une famille d'accueil à Acre. Vers la fin de ses études secondaires, son père est tué et, en qualité de fils aîné, il se retrouve avec la famille entière à charge. Diplômé du lycée May Boyer à Jérusalem, il sert dans l'armée israélienne en tant qu'officier permanent de conditionnement physique au combat dans l'unité commando « שלדג »/ Sheldag* (martin-pêcheur). Yechezkel Rachamim étudie au sein du programme Adi Lautman, cursus  d'excellence interdisciplinaire de l'université de Tel Aviv et il y décroche une maîtrise de sociologie. Dans les années 2007-2009, pour son troisième diplôme, il étudie à Paris  à l'École des hautes études en sciences sociales. Ses études doctorales en sociologie de la littérature sont interrompues par le manque de bourse d'études suffisante pour terminer le doctorat, et en raison de sa décision de consacrer sa vie au travail littéraire.

## Carrière
Yechezkel Rachamim commence sa carrière littéraire après le service militaire. Au cours d'un voyage de deux ans en Amérique latine, il se met  à écrire de la prose et de la poésie, des écrits qui incorporent en partie des éléments autobiographiques, comme le poème « והדבש עודו אוחז » (et le miel tient toujours)  et la nouvelle « האשכנזי שלנו » (notre Ashkenaze), et dans l'autre partie traite d'éléments fantastiques, tels que les histoires « האוזן » (l'oreille) et « מש"ק כנפיים » (ailes des sous-officiers).
La première œuvre qu'il signe est publiée en 2012 dans le numéro 10 du magazine « עמדה » / Emda* (position) — un chapitre en prose intitulé « האשכנזי שלנו » (Photo Senior). Ses histoires sont sélectionnées deux fois consécutives (en 2003 et 2004) comme recommandations du concours de nouvelles du quotidien Haaretz. Ces deux nouvelles, « האשכנזי שלנו » (notre Ashkenaze) et « העוד של דוד והדרשה של יונתן » (L'ode de David et le sermon de Jonathan), ainsi qu'une liste intitulée « משא האדם החוּם » (le fardeau de l'homme chaleureux) expriment une autre facette de son travail qui concerne une identité orientale. Dans cette division, il est possible d'inclure un poème social intitulé « אשרי התפוח » / Ashari Hatfuh* (bénie soit la pomme), construit en correspondance au célèbre poème de Hannah Szenes « אשרי הגפרור » / Ashari Hafaror*  (bénie soit la gloire) et à un autre poème important « פועל בניין סיני וזונה אוקראינית » (un ouvrier du bâtiment chinois et une prostituée ukrainienne) qui est publié comme une chanson de protestation traitant de la situation des travailleurs immigrés et remporte la troisième place au concours « שירה על הדרך » (poésie sur la route) en 2007.
Les expériences familiales de son enfance, la mort de son père et ses périodes de travail comme ouvrier du bâtiment marquent son esprit et ses écrits, par exemple dans les nouvelles « שוד בשדות החצילים » (vol dans les champs d'aubergines) et « שוד בשדות החצילים  (éducation sexuelle sur les échafaudages) dans son livre « פיגומים » (échafaudages).
Dans les années 2010-2011, il est rédacteur en chef de la maison d'édition « אגם »/ Agam* (le lac) et fonde la série de prose « הנמל » / hanamel* (le port), qui publie des livres tels que « ספארי » / sperry* (safari) de Julia Fermentto, « הפקרוּת » / heqerut* (promiscuité) de Rebecca Kern.
À la suite d'une crise dans sa vie, il se lance en 2011 dans une phase d'introspection, d'examen biographique, psychologique et spirituel, ainsi que de croissance créative. Au cours de ce voyage, qui a duré environ une décennie et a traversé des pays comme l'Inde, le Guatemala, le Nicaragua, la Bolivie et le Brésil, il crée « טרילוגיית המרחקים » (la trilogie des distances), composée des livres de poésie : « עכשיו הנסיעה » (maintenant le voyage) en 2016, « דיו מרחקים » (à distances d'encre) en 2018 et « שמיים שלמים » / Shemeiim Shalim* (le ciel tout entier) en 2023.
En 2020, son poème « מורה לחיים » / Mora Chaïm* (professeur à vie) est choisi comme chant de vœux de Roch Hachana de l'institut Avni Rosha et est envoyé à tous les directeurs d'école en Israël. La chanson reste utilisée dans le système éducatif et est incluse dans le livre « שמיים שלמים » / Shemeiim Shalim* (le ciel tout entier).
.En 2021, Rachamim est invité à écrire pour le Festival d'Israël dans le cadre du projet « קשרי רוח » / Kisheri Ruah* (Liens spirituels). Le poème La cassette au bout du couloir, faisant suite au poème Laissez le temps passer d'Avihu Medina, et racontant ses expériences d'adolescent dans le village de jeunes Hadassim, est présenté dans le cadre du festival en juin. 2021 au Théâtre de Jérusalem, sous forme de spectacle de créations orales présenté par Yakir Sasson. La même année, Yechezkel Rachamim écrit la chanson « אבן חן הומה » / Even Chen Huma* (joyau occupé), tirée du onzième album studio de Rivka Zohar, « לשמוע את הלב » (écoute le cœur).

### Traductions
Les œuvres de poésie et de prose de Rahim sont traduites en italien, espagnol, anglais et polonais et publiées dans de nombreux périodiques, notamment : Stand, Oh ! , Keshet-HaHadha, Mazenim, Shebo, Chazag, Ha'Mizrah, Helikon, Mosaic, Mirror, Etgar, Almanach, Newspaper77 et aussi dans les anthologies : « Haduma - poésie de classe en Israël », « Heskev ! (Histoires de l'armée), « Un seul Dieu » (La foi dans la littérature hébraïque), « Résonances d'identité : la troisième génération écrit Mizrahi », El pueblo del libro (nouvelles traduites en espagnol, éditions Libersa Equateur), « Nouveau : une anthologie de jeunes Poésie", Un solo Dios (Praiso Publishing).

## Distinctions
- En 2014, pour son livre « פיגומים » (échafaudages), il remporte la bourse Pardes[14]  de la Bibliothèque nationale israélienne et consacre la période de sa participation au programme à la préparation de son recueil de poèmes « עכשיו הנסיעה » (maintenant le voyage).
- Prix Dalia Rabikovitz AKUM 2023 pour avoir encouragé la publication de la fiction « עוברים ושבים פחות » (toujours partir et moins revenir).

## Œuvres
Pendant plusieurs années, Yechezkel Rachamim publie des ouvrages en prose, de la poésie et des essais dans une longue série de magazines, journaux et anthologies en hébreu et en traduction. Rachamim rassemble la plupart de ses premières histoires dans le recueil de nouvelles « פיגומים » (échafaudages). Présente dans ce recueil, la nouvelle intitulée « מים » (eau), d'après l'expérience de l'eau coupée dans la maison familiale et l'épisode de la famille entière se rendant au service des eaux de la municipalité pour faire grève, est entrée dans le programme des textes à étudier au lycée et sert même de références à des débats juridiques et législatifs pour limiter les coupures d'eau en Israël,.
Du côté musical, outre ses écrits et son travail d'éditeur, les chansons et les hymnes écrits par Rachamim sont mis en musique et interprétés par divers artistes. Certaines de ces chansons ont été composées par Udi Turgeman dans le cadre du projet musical « החדר הסודי » (la salle secrète).

### Livres
- « גלית מחליטה » (Galit décide de décider), co-écrit avec Rakef Rachamim, Éd. Yedioth Ahronoth, 2004 : Israël[24] ;
- « Leno il piccolo baleno » (Leno, le petit baleineau) Anicia Editore, 2008 : Italie[25] ;
- « פיגומים » (échafaudages), Éd. United Kibbutz (série "The Black Sheep"), Éd. Hanan Hever, 2009 : Israël ;
- « לוי הלוויתן הקטן » (Levi le petit Léviathan), Éd. Agam Publishing, 2010 : Israël ;
- « עכשיו הנסיעה » (maintenant le voyage), Éd. Pardes, (illustrations de Gabriela Baruch), 2016 : Israël ;
- « דיו מרחקים » (à distances d'encre), Éd. Pardes, 2018 : Israël ;
- « שמיים שלמים » / Shemaïim Shalim* (le ciel tout entier), Éd. Pardes, 2023 : Israël

### Œuvres musicales
- « החדר הסודי » / Ha-Heder Ha-Sodi* (la salle secrète) interprétée par Berry Sakharof[26]
- « אבן חן הומה » / even chen homa* (un joyau animé) inter. par Rivka Zohar, 2022[27]
- « אחת לתקופה » (il était une fois) interprétée par Erez Lev Ari[28]
- « כל הקולות »(toutes les voix) interprétée par Ariel Zilber[29]
- « אל עצמי » (à moi-même), performance de Bat Ella[30]
- « ציפור קטנה » (un petit oiseau) interprétée par le groupe Rave for Africa[31]
- « באמצע האני » (au milieu de soi) interprétée par Inbal Gershkowitz[32]
- « מחכים (אספרנדו און פוקו מאס) » (en attendant (Esperando Un Poco Más)) interprétée par Liat Itzhaki, 2022[33]
- « כל המילים לא » (tous les mots n'en sont pas) interprétée par Efrat Korah Cohen[34]
- « להיות מי שאני » (pour être qui je suis) interprétée par Moran Aharoni[35]

### Œuvres disponibles en ligne
- (he) הטייפ בקצה המסדרון (la cassette au bout du couloir), poème, performance de créations orales dans le cadre du Festival d'Israël, 2021.
- (he) מים (eau), nouvelle extraite du recueil  פיגומים (« Échafaudages »), Bibliothèque hébraïque de Berlin
- (he) ?איך נזכור את כולם(comment allons-nous nous souvenir d’eux tous ?), compilé le 7 janvier 2017, archives Wayback Machine
- אשרֵי התפוח, (bénie soit la pomme), chanson, site Internet « The Sting », 1er juillet 2016
- (he) התעוררות  (l'éveil), paroles : Yechezkel Rachamim. musique et chant : Shovel Kaloshiner, 29 avril 2011
- Article : Quand le chercheur est "one of the boys"... , Pierig Humeau, Yechezkel Rachamim, Regards Sociologiques, n°37-38 (2009) Production culturelle et ordre symbolique, pp. 45-66
- (he) אל עצמי, (à moi-même), auteur : Yechezkel Rachamim, compositeur : Ariel Keshet, interprète : Bat Ella, photographie : Manuel Guzman, Zappa Club, Tel Aviv, 22 juin 2018